# Parasites du livre

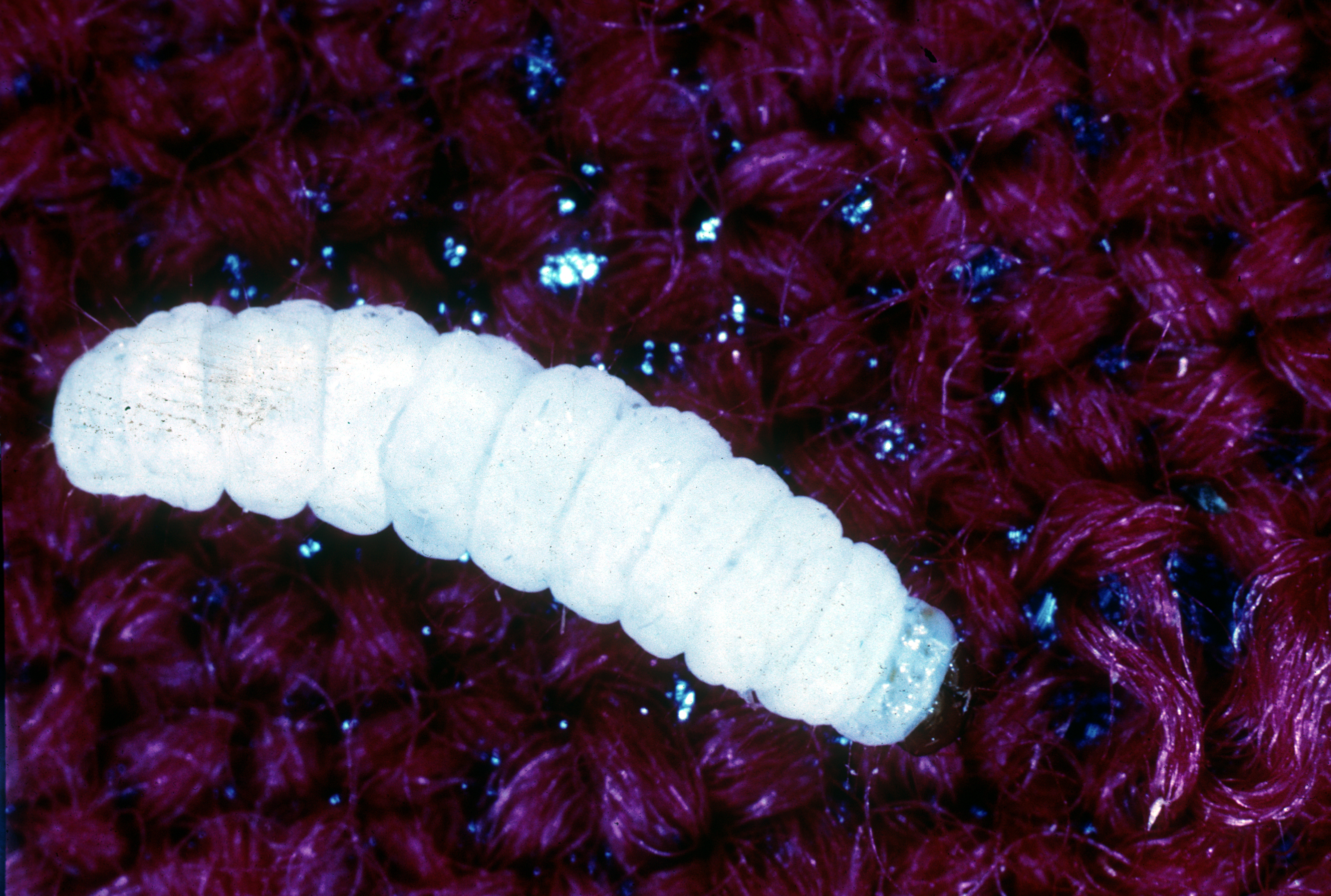
Ver du livre (Tineola bisselliella).

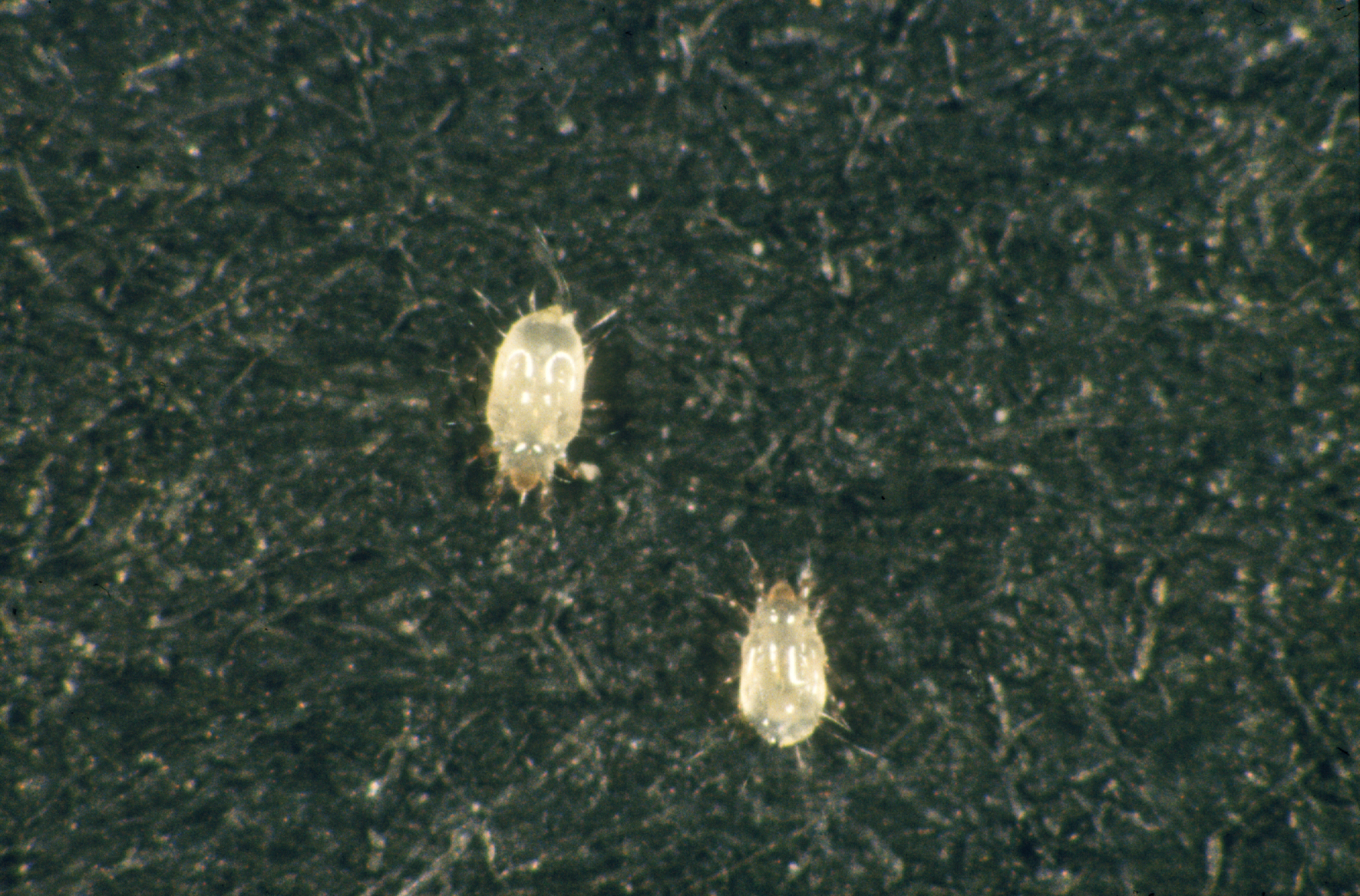
Pou du livre (Phthiraptera).

Les parasites du livre aussi nommés vers du livre ou poux du livre, désignent tout insecte dont la forme larvaire ou adulte endommage des livres en rongeant la reliure ou en perçant les pages par des petits trous. On y inclut également certains champignons, rats et souris.
Contrairement à leur nom ils ne sont ni des vers, ni des poux, mais divers types d'insectes ou de champignons. Aucune espèce spécifique ne peut être appelée « ver ou pou de livre », car il existe de nombreux insectes d'espèces différentes qui se nourrissent des constituants du cuir et du papier et ainsi endommagent des livres. Parmi les plus communs des insectes bibliophages on trouve : la vrillette, le poisson d'argent, le psoque, le termite et le cafard. Aux yeux des profanes, ces insectes ressemblent à des vers ou des poux.
Un risque d'infestation pour les bibliothèques, musées et archives par ces insectes est permanent et grave : toute une collection de livres rares peut être détruite rapidement. Les utilisateurs eux-mêmes peuvent être vecteurs de l'introduction des nuisibles (en particulier les punaises des lits) dans une bibliothèque.
La prévention de la biodégradation des documents et les moyens d'éradication des insectes sont très coûteux et leur mise en œuvre difficile.

## Dégâts provoqués par les vers du livre
Nombreux sont ceux qui, au fil des siècles, ont observé l'existence d'insectes nuisibles aux livres et documents de bibliothèque et en ont parlé dans leurs ouvrages. Il y a 2 300 ans, Aristote, dans son Histoire des animaux, écrivait : « Dans les livres aussi, il y a des animalcules, certains semblables aux larves que l'on trouve dans les vêtements, d'autres à des scorpions sans queue, mais très petit ». Son scorpion sans queue était probablement le scorpion des livres Chelifer cancroides.
La plupart des insectes non-larvaires se nourrissent du cuir ou des reliures en tissu du livre, de la colle utilisée dans le processus de reliure, mordillant les bords du papier ou mangeant les champignons qui se sont développés sur le livre. D'autres, comme les termites, les fourmis charpentières et les coléoptères xylophages infectent les étagères sur lesquelles se trouvent les livres et peuvent s'en nourrir.
Les espèces d'insectes bibliophages ne sont pas forcément les mêmes partout dans le monde, mais d'une manière générale leurs habitudes, leur cycle de vie et les dommages qu'ils provoquent peuvent être repérés et décrits en dépit de différences mineures.

Dégâts provoqués par des « vers du livre »
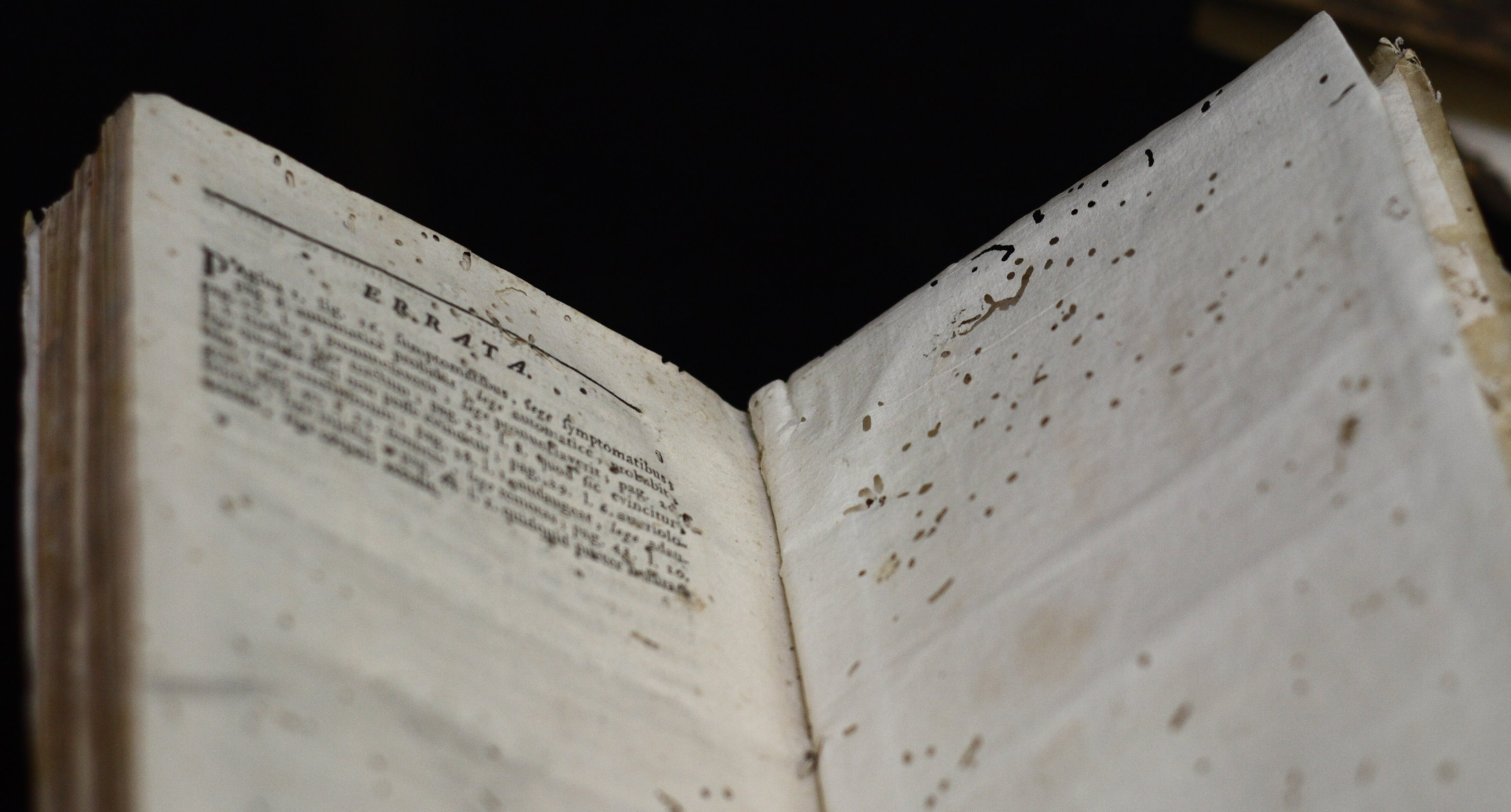
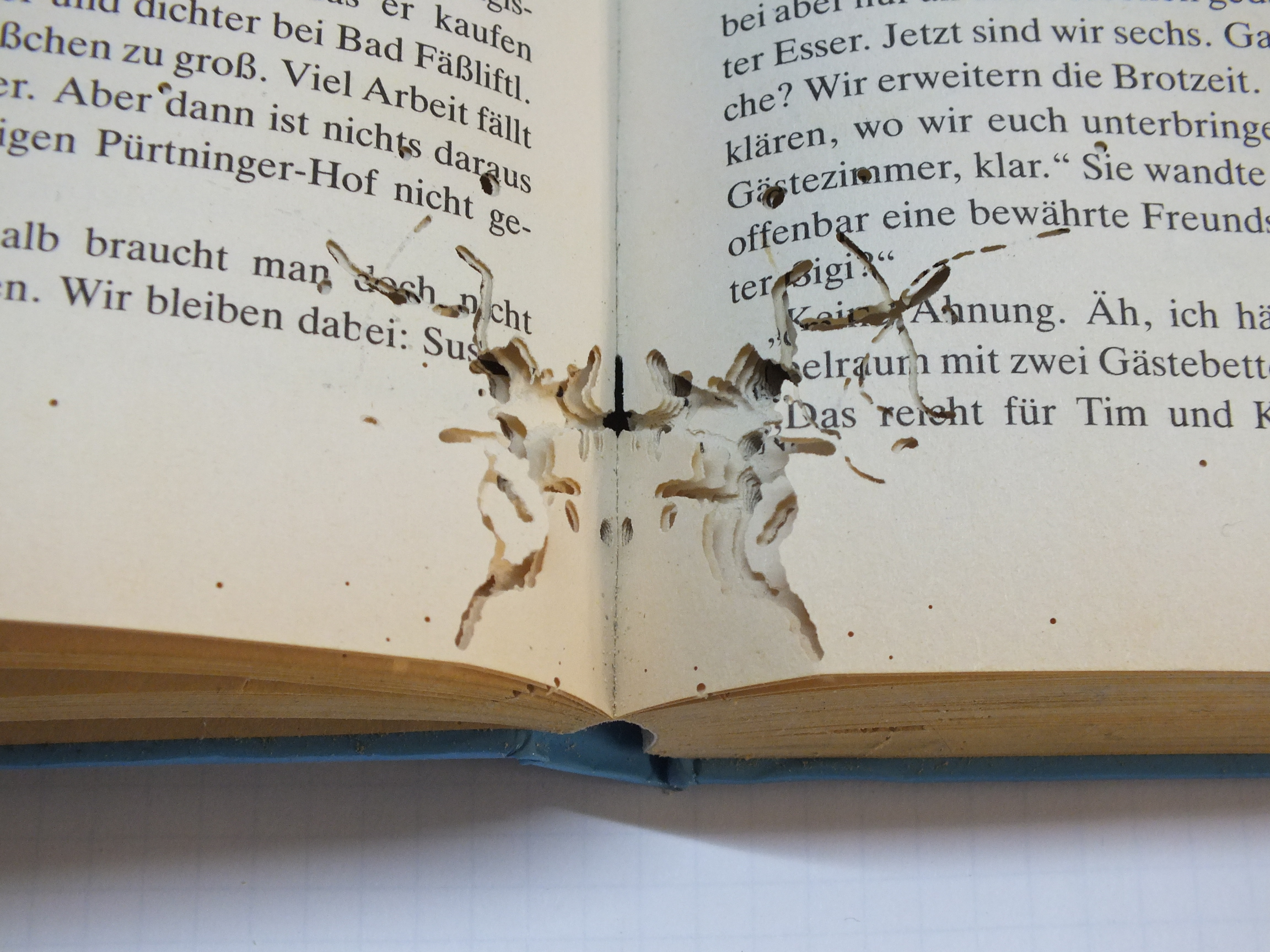
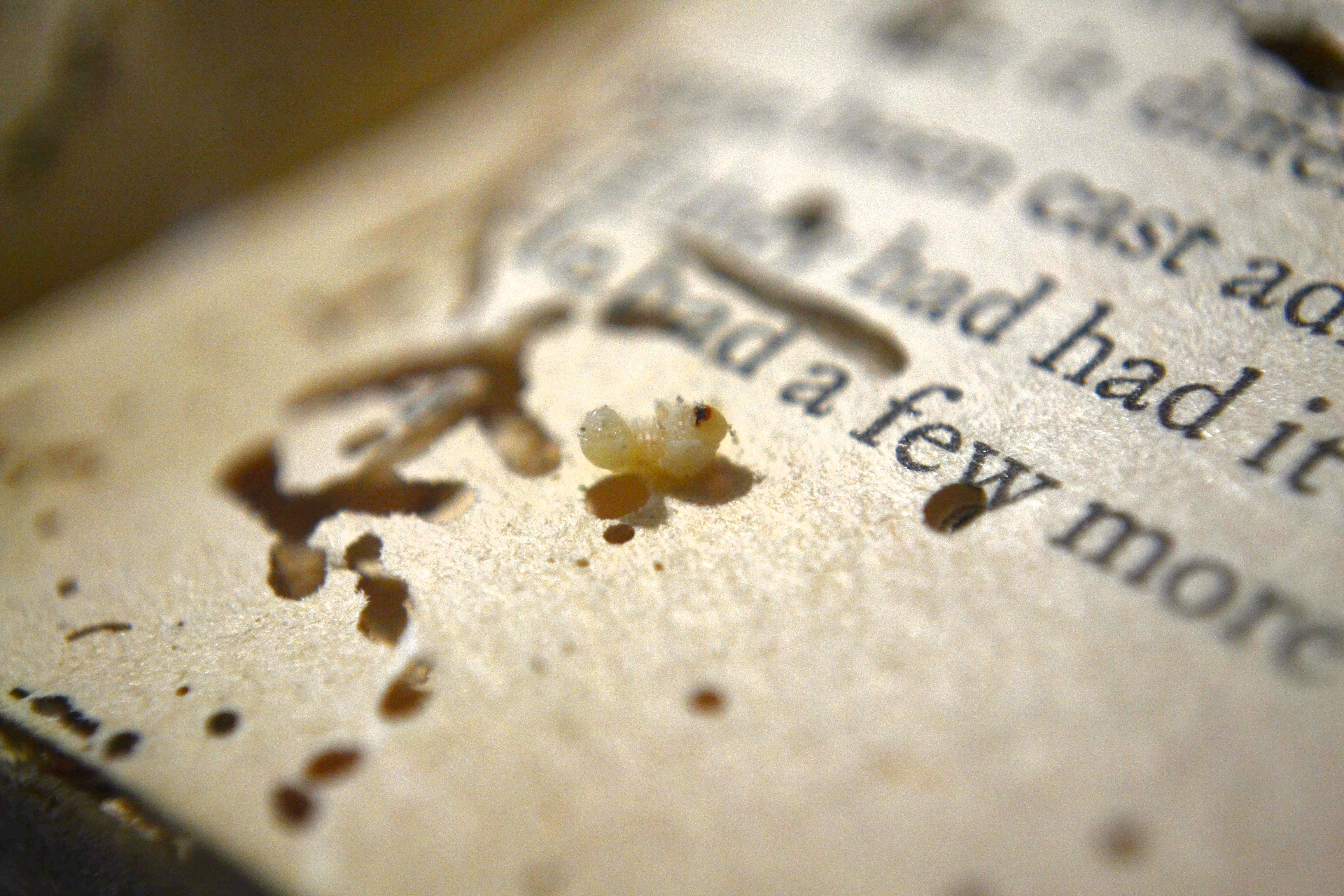
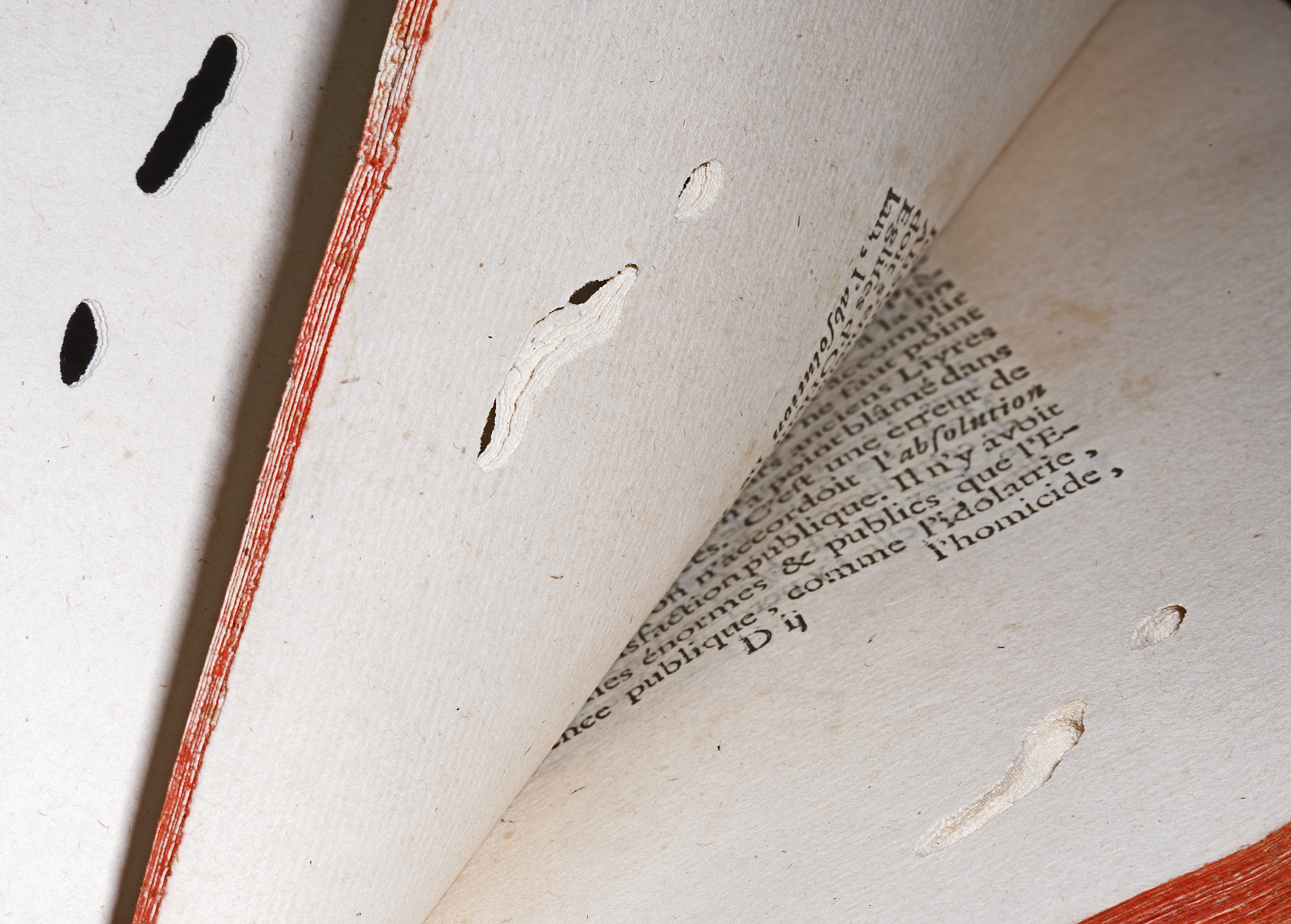

Au XXe siècle les matériaux de reliure modernes ont permis de contrecarrer une grande partie des dommages causés aux livres par divers types d'insectes adultes. Mais le problème posé par les larves demeure.

## Espèces nuisibles pour les livres
Il y a des milliers d'espèces d'insectes qui sont capables d'endommager ou détruire des livres. Ci-dessous se trouve une courte liste des espèces que l'on observe fréquemment dans les bibliothèques, musées et archives des zones géographiques tempérées.

### Coleoptera

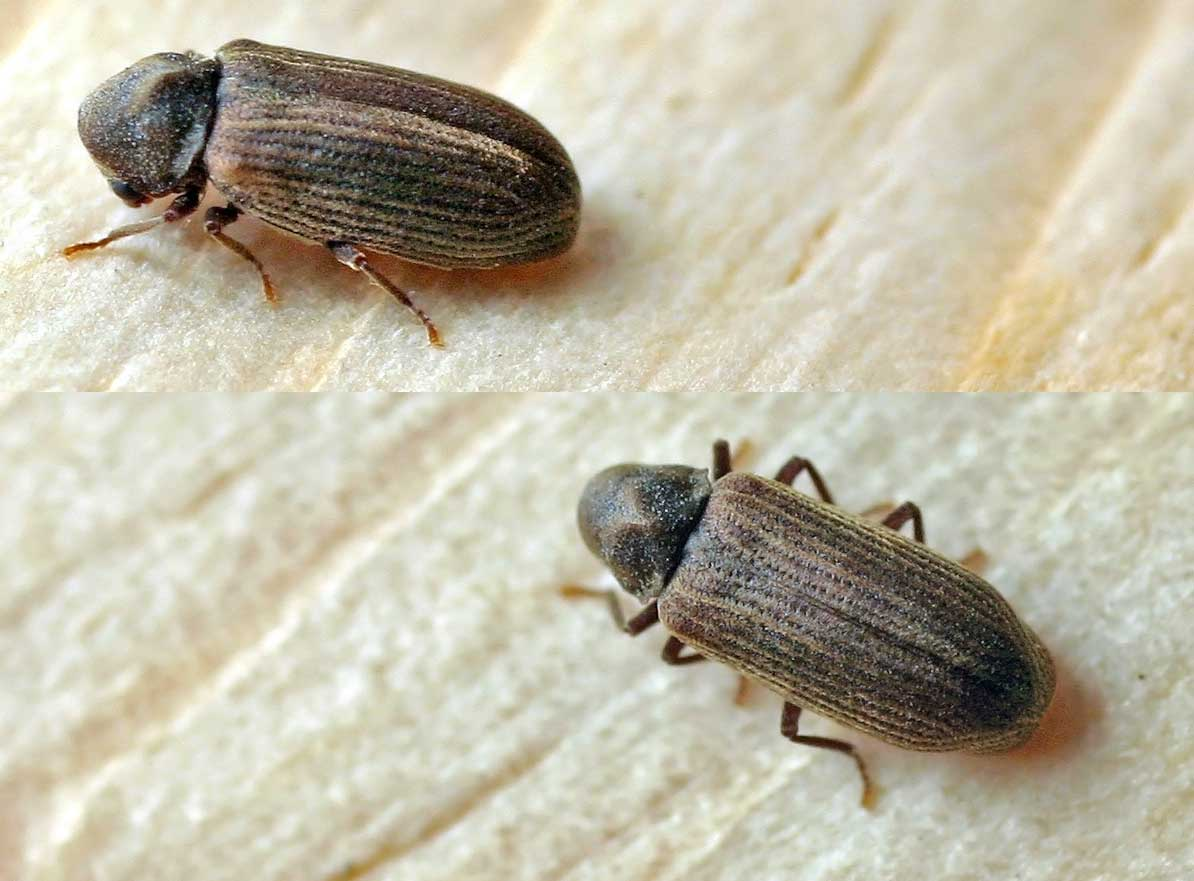
Petite vrillette (adulte)
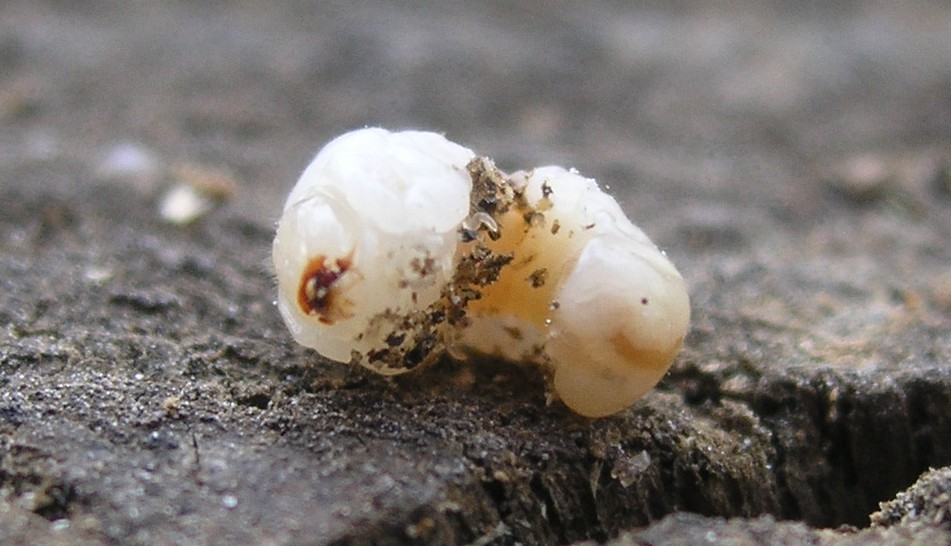
Petite vrillette (larve)
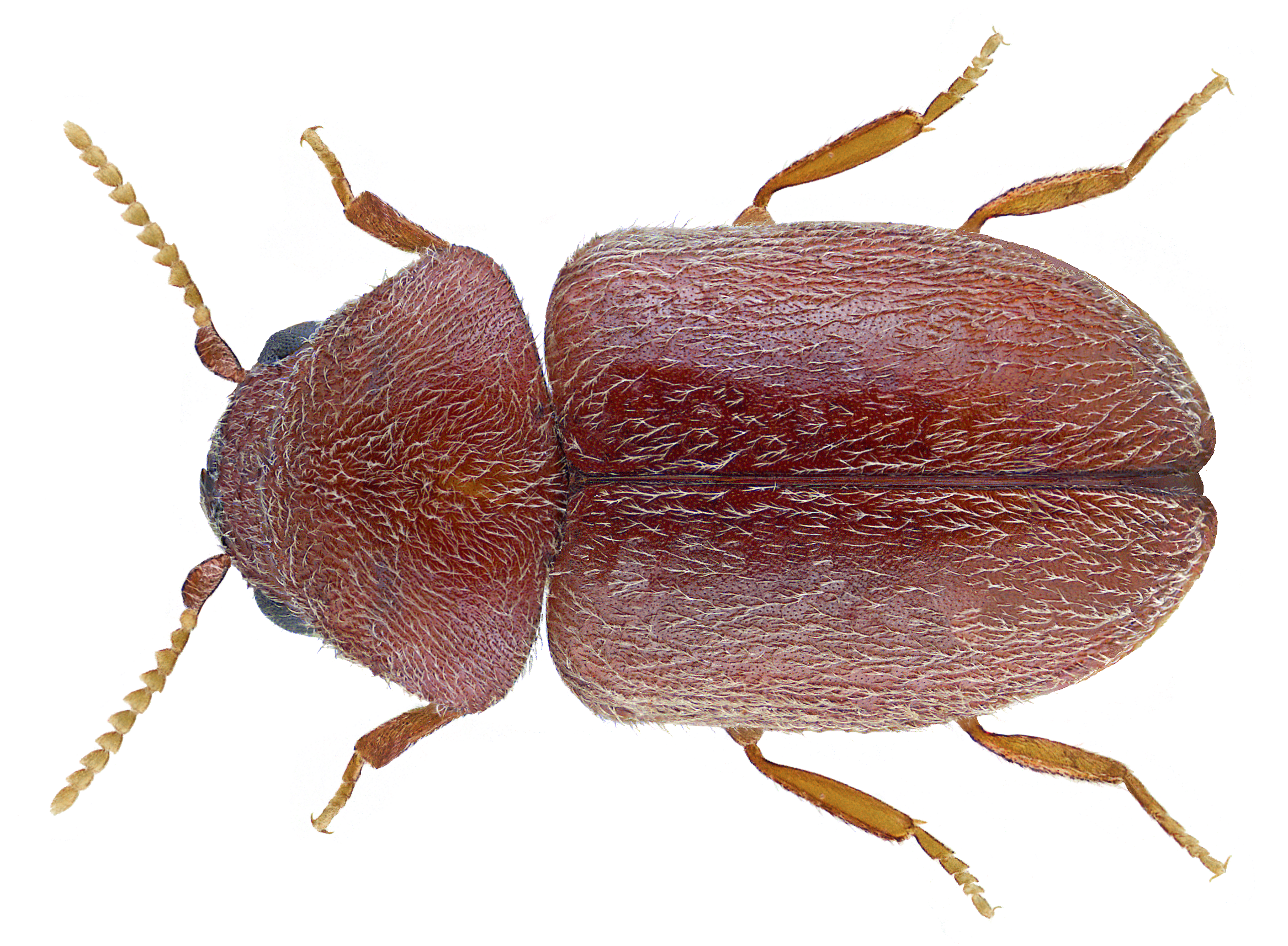
Lasioderma serricorne (adulte)
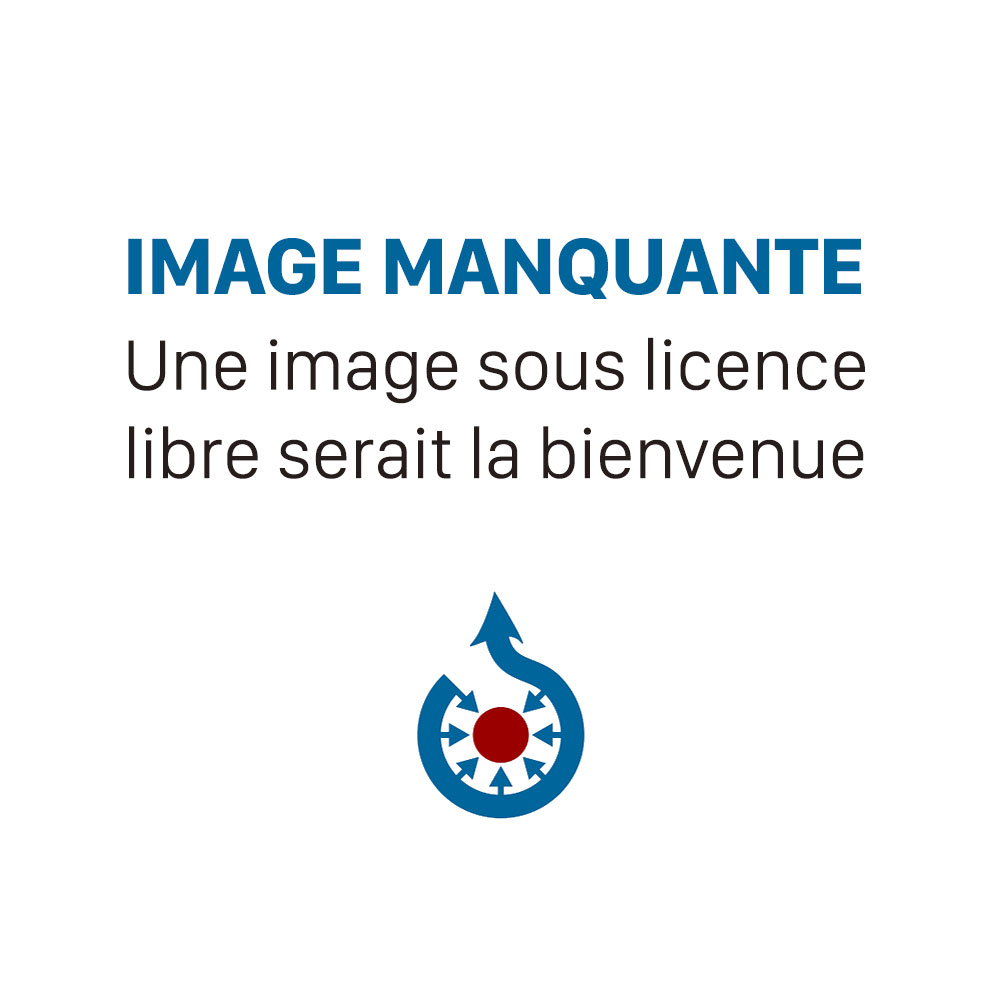
Lasioderma serricorne (larve)
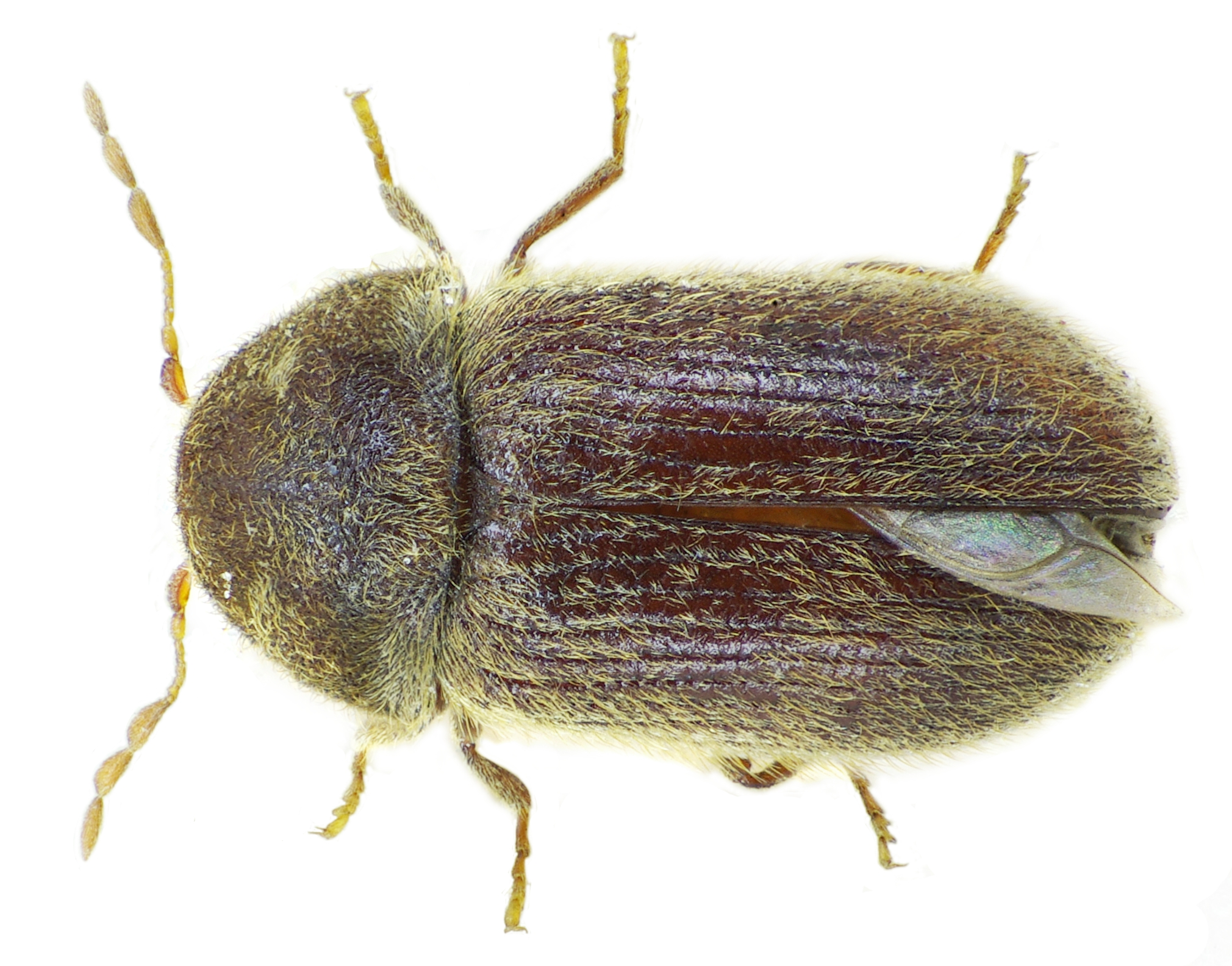
Stegobium paniceum (adulte)
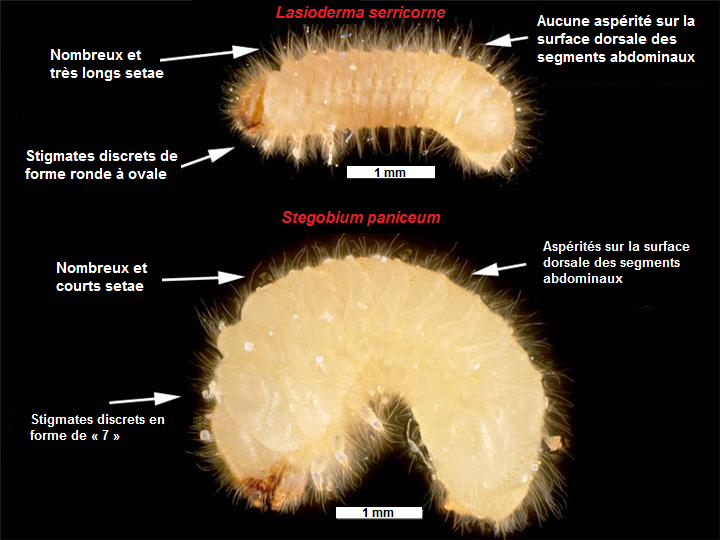
Stegobium paniceum (larve)

### Blattaria

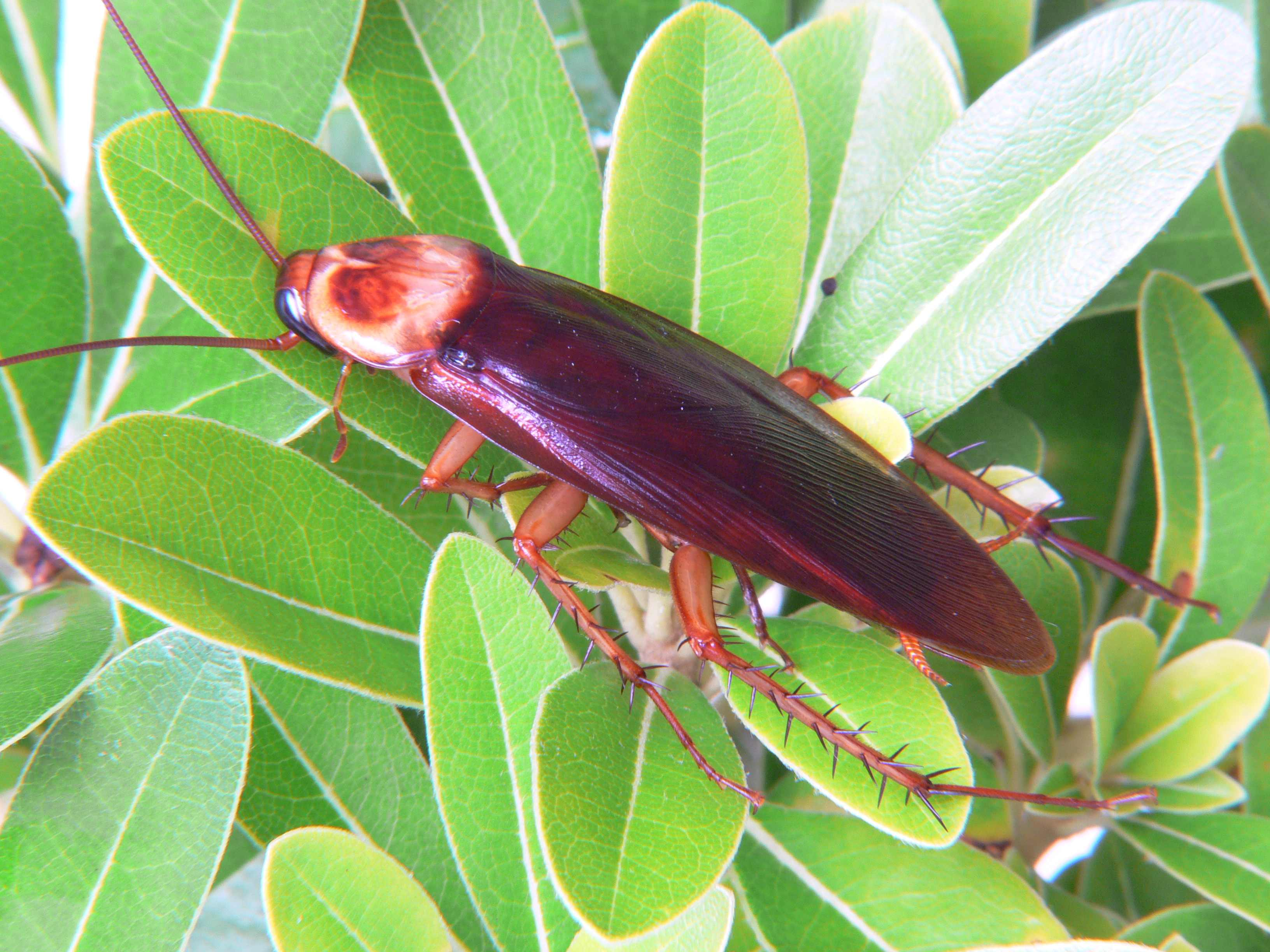
Blatte américaine
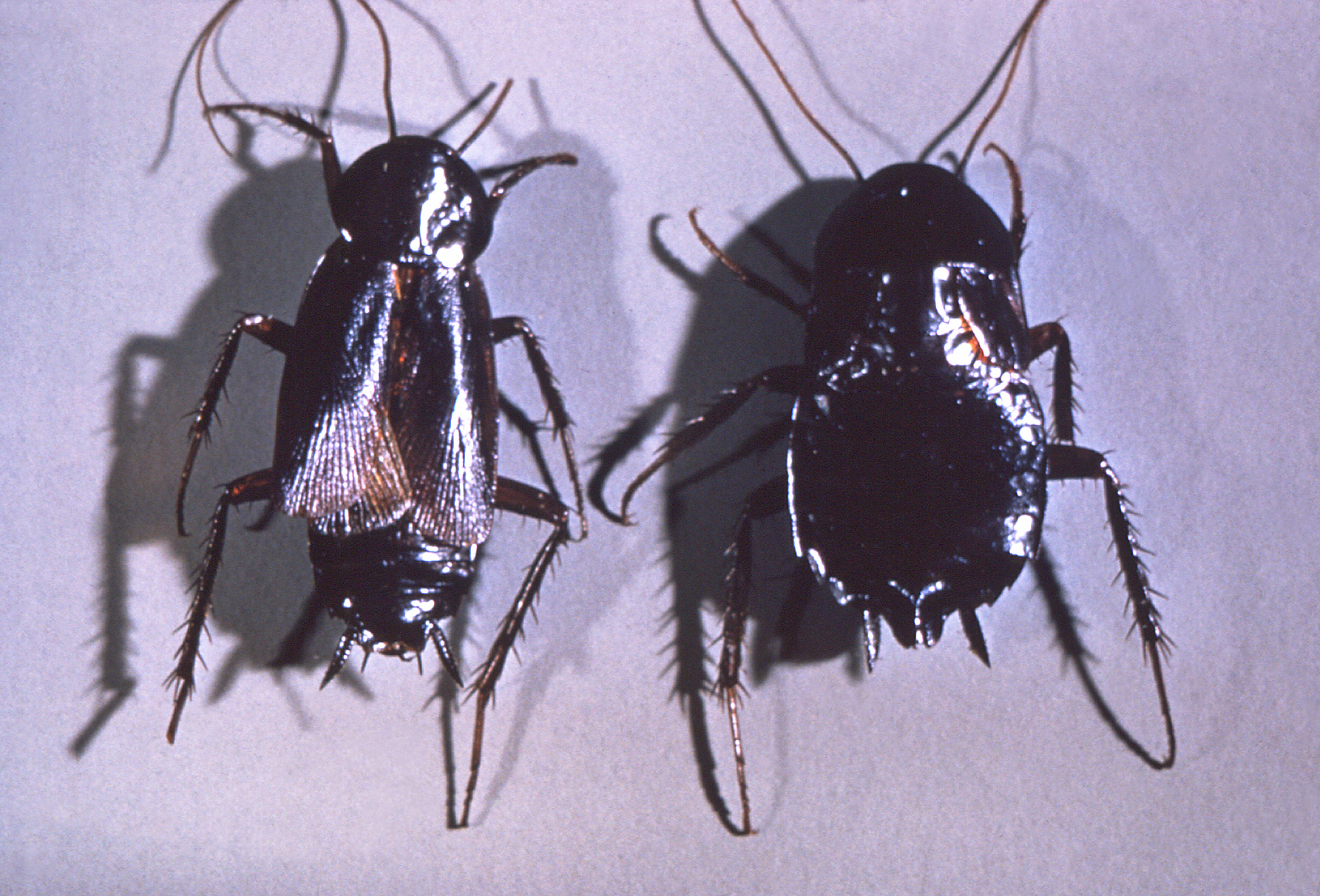
Blatte orientale
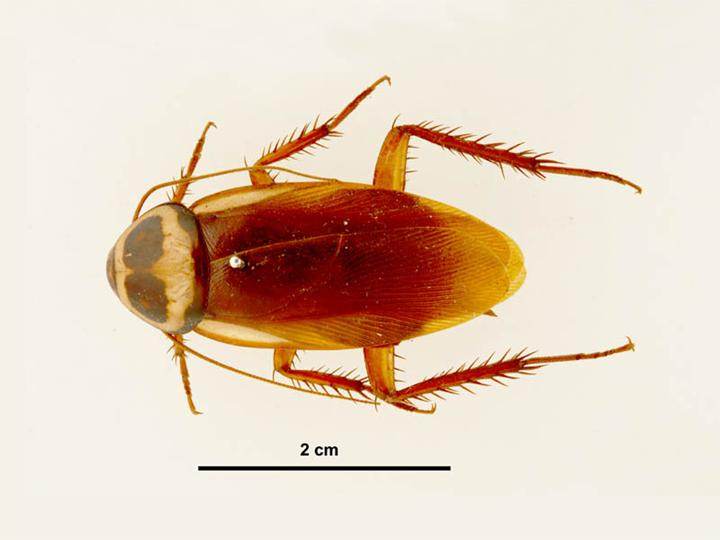
Blatte australienne

## Idiotisme

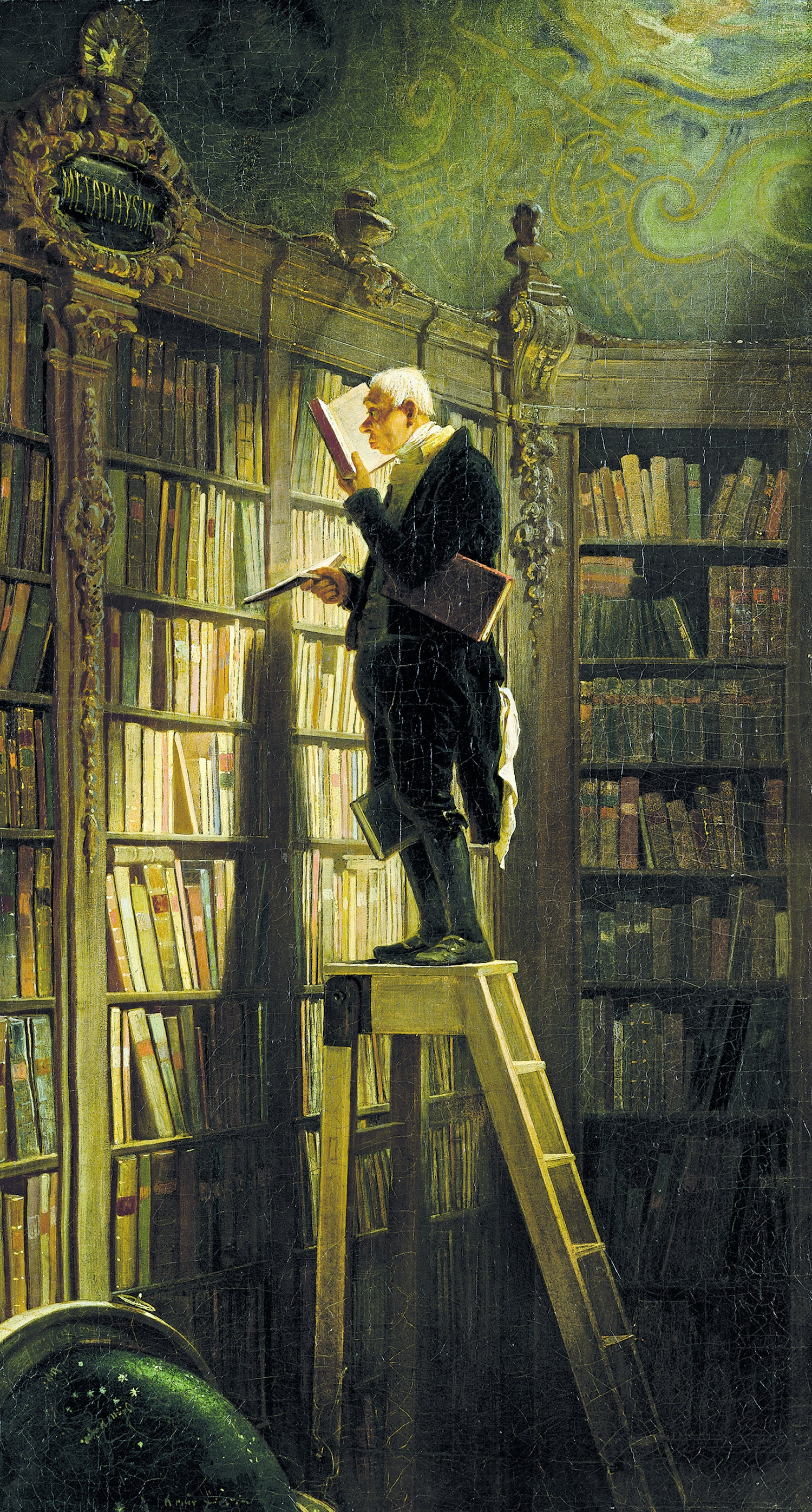
Le Rat de bibliothèque
(Carl Spitzweg, 1850).

Idiotismes : Le rat de bibliothèque, bookworm, Büchwürm, etc.

## Traitements pour l'éradication des vers du livre
La lutte contre les bibliophages est permanente et les tentatives d'éradication des espèces qui ont survécu plusieurs millions d'années sans encombre sont nécessairement de portée limitée et provisoires. Au XIXe siècle des pesticides étaient utilisés pour protéger les livres de ces insectes. Les produits chimiques qu'elles contenaient, par exemple :
- Alum
- Huile de bouleau
- Arsenic
- Huile de cèdre-acajou Benzène (en bain)
- Huile de marsouin
- Borax
- Kérosène
- Camphre
- Poivre
- Chaux
- Poudre de pyrèthre
- Chlorure mercurique
- Roténone
- Coloquinte
- Strychnine
- Créosote
- Sublimé corrosif Fluorure de sodium
- Sulfate de cuivre
- Fluosilicate de sodium
- Térébenthine
- Formaline
- Thymol
- Huile d'anis
- Vaseline

sont toxiques et des précautions doivent être prises lors de la manipulation des volumes anciens, en particulier s'ils présentent des décolorations ou des taches pouvant être l'indice d'un traitement appliqué antérieurement. Fort heureusement, certaines préparations anciennes — à base d'huiles diverses, de camphre, de kérosène, de formaline, de créosote, de poudre de pyrèthre, de thymol et de térébenthine — se seront déjà dissipées. Toutefois, quelques produits chimiques parmi les plus toxiques, tels que l'arsenic, le chlorure mercurique, le fluorure de sodium, le fluosilicate de sodium et la strychnine, peuvent demeurer à l'état de dépôts sur les objets.
Les musées et les universités qui souhaitent préserver leurs archives sans utiliser de pesticides se tournent souvent vers le contrôle de la température,. Les livres peuvent être conservés à basse température pour empêcher les œufs de couver ou placés dans un congélateur pour tuer les larves et les adultes. L'idée a été empruntée aux pratiques commerciales de stockage des aliments, car il s'agit souvent des mêmes organismes nuisibles.
Le traitement par l'azote consiste à  placer pendant six semaines les ouvrages attaqués dans un sac plastique hermétique dont l’oxygène est extrait et remplacé par de l’azote pur.
Les moyens de prévention élémentaires sont :
- La limitation des sources de nourriture dans le bâtiment : interdiction pour les usagers de consommer sur place ; s'il y a un lieu de restauration, il doit être totalement à l'écart de la zone « livres ».
- La limitation des possibilités d'introduction d'insectes par l'arrivée de nouveaux livres ; carton d'emballage écarté (poisson d'argent).
- Le contrôle de l'humidité.
- Le contrôle de la température.
- Le filtrage de l'air pour éliminer les spores.